# ハンス＝ゲオルク・フォン・フリーデブルク
ハンス＝ゲオルク・フリードリヒ・ルートヴィヒ・ロベルト・フォン・フリーデブルク（Hans-Georg Friedrich Ludwig Robert von Friedeburg, 1895年7月15日 - 1945年5月23日）は、ドイツの海軍軍人。最終階級は海軍上級大将。第二次世界大戦では潜水艦隊司令長官を務めたほか、降伏文書に海軍代表として署名した。

## 来歴

### ドイツ帝国海軍
1895年にシュトラスブルクに海軍軍人カール・フォン・フリーデブルクとエリーザベト・アーデルハイト・アグネス・ヘトヴィクの息子として生まれる。1914年4月1日、ドイツ帝国海軍に入隊する。第一次世界大戦には少尉として従軍し、ユトランド沖海戦に参加した。1916年7月13日に中尉に昇進、1918年6月にUボート乗組員となり「U-114」の見張士官を務めていた。12月からは軽巡洋艦「レーゲンスブルク」の甲板員として配属され、1919年10月まで勤務した。大戦中は二級鉄十字章を授与された。

### ヴァイマル共和国軍
戦後はヴァイマル共和国軍海軍に残り、1920年5月に軽巡洋艦「ケーニヒスベルク」に配属される。6月から9月にかけて北海艦隊司令部に配属され、軽巡洋艦「ハンブルク」の副官を務める。1922年2月から9月にかけて司令官付副官を務めた後、1924年6月に第2沿岸警備大隊指揮官を務めた。9月からはミュルヴィク海軍兵学校で魚雷科目教官を務め、1925年4月から5月は「ハンブルク」の練習航海に同行し、1927年6月30日まで教官を務めた。
1932年6月16日にはドイツ国首相クルト・フォン・シュライヒャーの参事官を務める。1933年2月1日に国防大臣ヴェルナー・フォン・ブロンベルクの海軍副官に任命され、4月1日に少佐に昇進する。1934年、中佐に昇進し海軍総司令部付となる。

### ドイツ国防軍

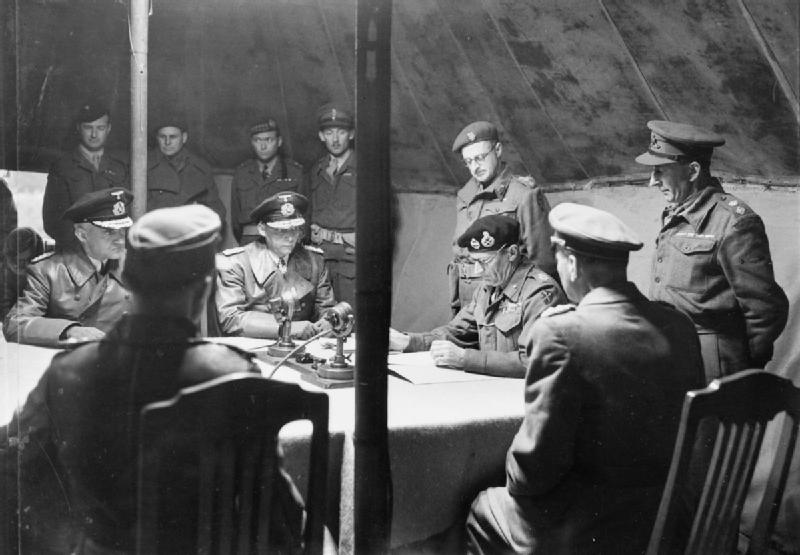
1945年5月4日、降伏文書に署名したフリーデブルク（中央）と文書を受け取るモントゴメリー（右）

1936年9月30日に軽巡洋艦「カールスルーエ」に配属され、1937年1月1日に艦長に就任。スペイン内戦ではフランシスコ・フランコの反乱軍を支援するため海上封鎖を実施した。3月17日から海軍総司令部に配属。1938年11月1日まで勤務し、1939年1月1日に大佐に昇進した後、北海司令部付参謀を2月5日まで務めた。1939年2月6日に潜水艦部隊指揮官に任命され、6月6日からは「U27」艦長を務めるが、7月8日には潜水艦隊司令長官カール・デーニッツ提督の下で組織部参謀に転じる。第二次世界大戦勃発直後の1939年9月、組織部長に就任。
1941年9月12日、潜水艦隊副司令長官に任命され少将に昇進。1943年2月1日にデーニッツの後任として潜水艦隊司令長官に就任し、9月1日に中将、11月1日に大将に昇進した。総統アドルフ・ヒトラーが自殺し、デーニッツが後継の大統領になった1945年5月1日、2月1日付に遡及して海軍総司令官に就任した。

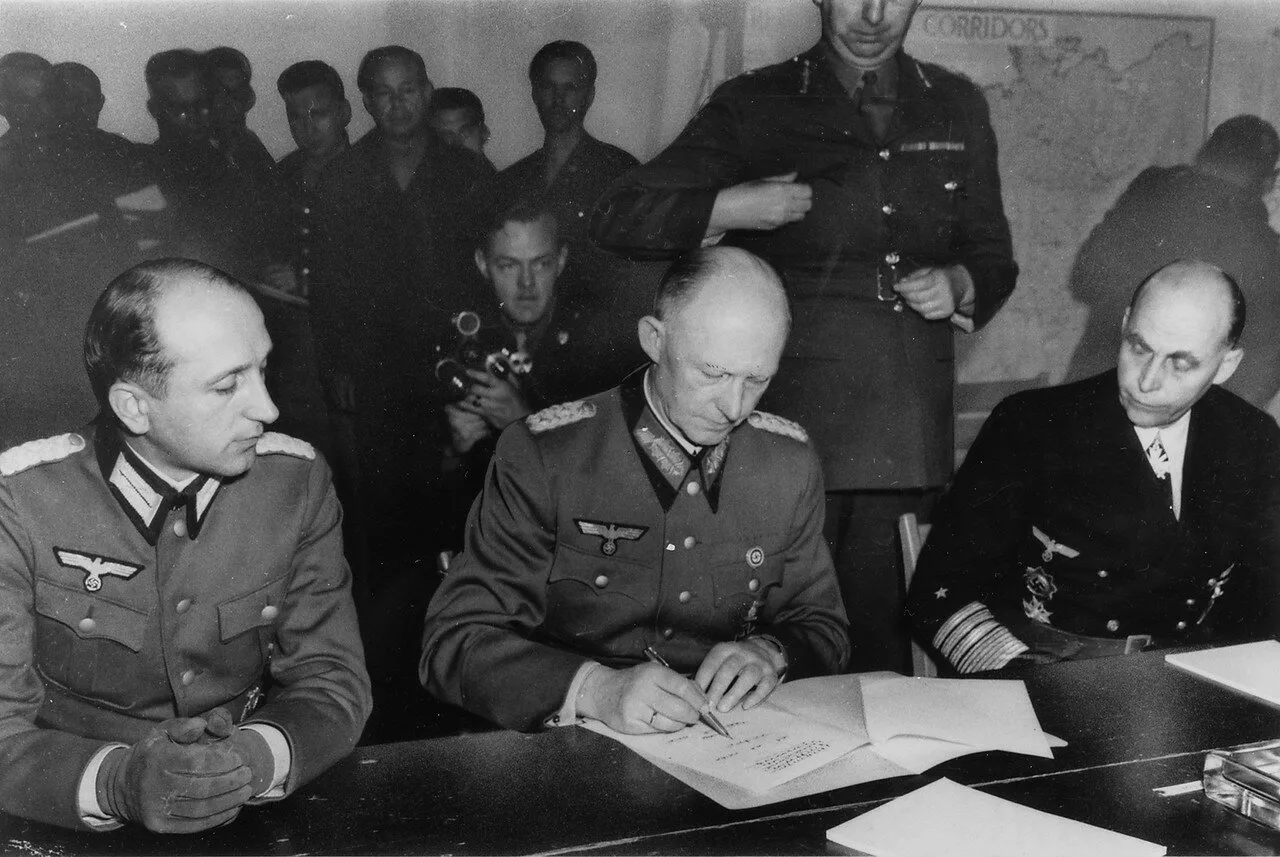
1945年5月7日、降伏文書に署名するフリーデブルク（右）とヨードル（中央）

総司令官としての職務はドイツの降伏事務処理がほとんどであった。5月4日、リューネブルクでバーナード・モントゴメリーと会談したフリーデブルクは無条件降伏以外認めない旨を通告され、デーニッツからの許可を得てイギリスに対しドイツ北西部部隊の分離降伏文書に署名した。この時点において、北西部はドイツ軍の支配が及ぶ領土のほぼ全域に相当したため、分離降伏は実質的な全面降伏を意味していた。5月7日、ランスの連合国遠征軍最高司令部で陸軍のアルフレート・ヨードルと共にドイツ国防軍の無条件降伏文書に署名。翌8日にはベルリン・カールスホルストのソ連軍司令部で、陸軍のヴィルヘルム・カイテル、空軍のハンス＝ユルゲン・シュトゥムプフと共に降伏文書に署名した。
5月23日、連合軍がフレンスブルク政府の閣僚及びドイツ国防軍司令官に対する逮捕を開始し、デーニッツとヨードルが逮捕された。同日、イギリス軍はフリーデブルクの逮捕を宣告し、フリーデブルクは身支度のため宿舎に戻った際に服毒自殺した。死後、遺体はフレンスブルク近郊のアーデルビューに葬られた。

## 家族

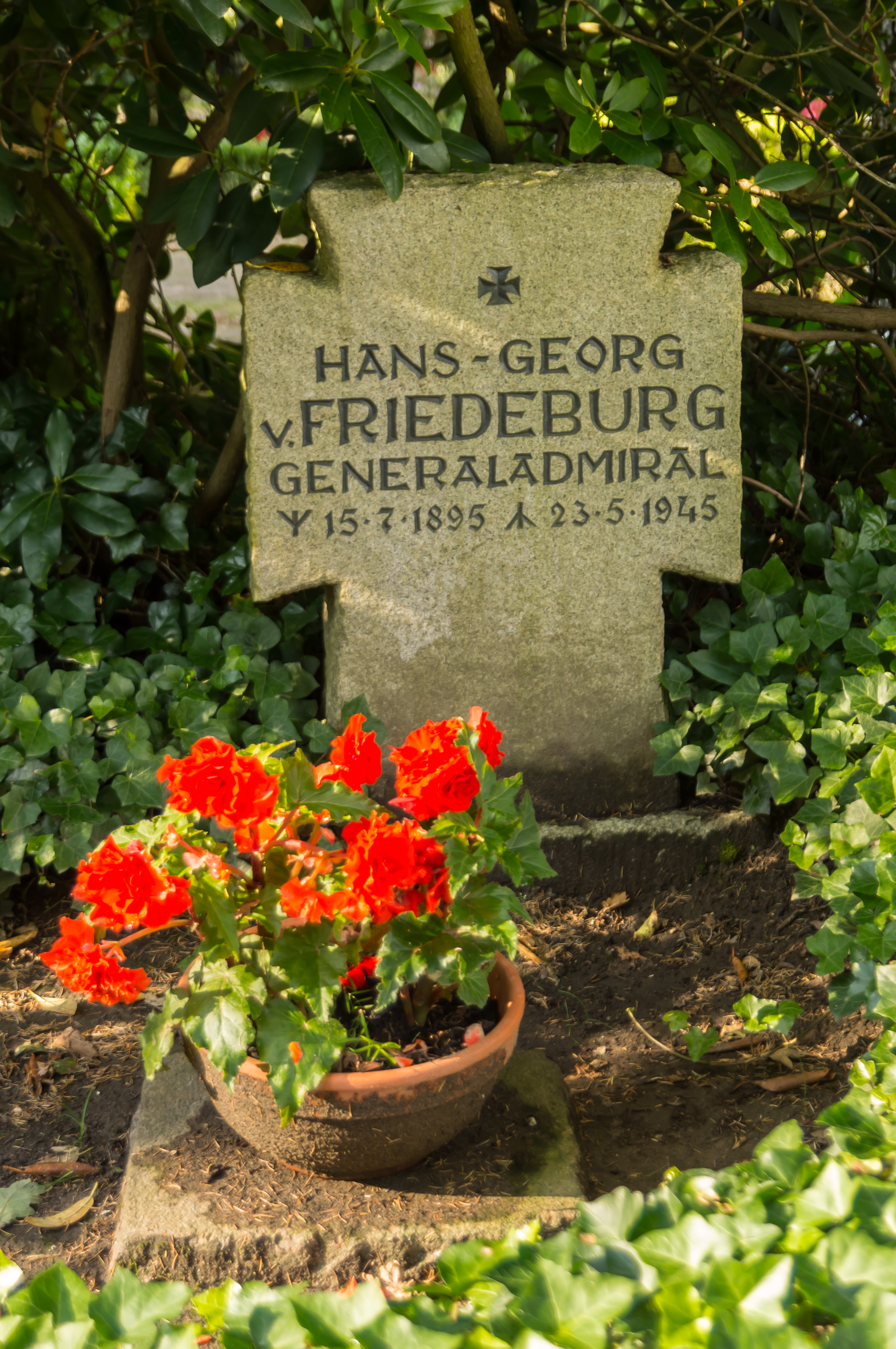
フリーデブルクの墓

長男のルートヴィヒ・フォン・フリーデブルク（1924年-2010年）は第二次大戦中は最年少Uボート艦長となり、戦後は社会学者となりマックス・ホルクハイマー、テオドール・アドルノのフランクフルト研究所に勤めた。また、ドイツ社会民主党の政治家として活動し、1969年から1974年までヘッセン州文化大臣を務めた。
次男のフリードリヒ・フォン・フリーデブルク（1926年-1991年）も大戦中はUボート乗組員として従軍した。戦後はジャーナリストとなり、イギリス軍によるヘルゴラント島の訓練爆撃を批判した。国際分野での取材活動を評価されアメリカ広報学会から表彰され、晩年はブラウンAGの広報担当を務めた。